# اورهان بوران
اورهان بوران (ترکی استانبولی: Orhan Boran; ۳۰ ژوئن ۱۹۲۸ – ۲۶ مهٔ ۲۰۱۲) کمدین، بازیگر و مجری رادیو و تلویزیون اهل ترکیه بود.